# Seznam enot nepremične kulturne dediščine v Gornji Radgoni
Seznam enot nepremične kulturne dediščine v Gornji Radgoni.
Za občino Gornja Radgona glej Seznam enot nepremične kulturne dediščine v Občini Gornja Radgona

## Seznam
| Slika | Ime                                    | Evidenčna številka | Kraj           | Leto razglasitve | Vrsta spomenika  | Tip spomenika               | Časovna uvrstitev    | Opis |
| ----- | -------------------------------------- | ------------------ | -------------- | ---------------- | ---------------- | --------------------------- | -------------------- | --- |
|       | Admontski dvorec                       | 6708               | Gornja Radgona | 1991.            | lokalnega pomena | profana stavbna dediščina   | 18. stoletje         | Nadstropna stavba admontskega dvorca je bila zgrajena leta 1781, letnica je vklesana nad vhodnim portalom. Zgradba stoji na Partizanski cesti 1. |
|       | Cerkev sv. Petra                       | 2989               | Gornja Radgona | 1991             | lokalnega pomena | sakralna stavbna dediščina  | začetek 19. stoletja | Cerkev sv. Petra je bila zgrajena leta 1813 in 1890 sta bile prizidani kapeli. Na zunanji steni so vzidani nagrobnih spomeniki. Ob cerkvi stoji dvoje znamenj. |
|       | Domačija Husjak                        | 24157              | Gornja Radgona |                  |                  | profana stavbna dediščina   | začetek 20. stoletja | Domačija je bila zgrajena na začetku 20. stoletja, in stoji na Partizanski cesti 38. |
|       | Grad Gornja Radgona                    | 150                | Gornja Radgona | 1991             | lokalnega pomena | profana stavbna dediščina   | 12. stoletje         | Grad s srednjeveško zasnovo, v današnji obliki je bil sezidan na začetku 17. stoletja. |
|       | Grad Šahenturn                         | 6686               | Gornja Radgona | 2005.            | lokalnega pomena | profana stavbna dediščina   | 16. stoletje         | Graščina, v kateri je bil sedež deželnoknežjega urada, je prvič omenjena v 15. stol. Enonadstropna stavba s stolpom je iz 16. stoletja, proti koncu 19. stoletja je bil prezidan. Grad stoji v Prešernovi cesti št. 10 - 11.                                                                  |
|       | Graščina Rotenturm                     | 6685               | Gornja Radgona | 1991             | lokalnega pomena | profana stavbna dediščina   | 17. stoletje         | zelo spremenjena nadstropna stavba v obliki črke L je iz 17. stoletja, ko so bili lastniki knezi Eggenberg. Graščina stoji na Apaški cesti št. 11. |
|       | Grob Maistrovih borcev                 | 6742               | Gornja Radgona | 1991             | lokalnega pomena | memorialna dediščina        | začetek 20. stoletja | Na radgonskem pokopališču so v skupnem grobu pokopani Maistrovi borci 1918/19. Na grobu stoji kamnit nagrobnik. |
|       | Grob padlih talcev                     | 15291              | Gornja Radgona | 1991             | lokalnega pomena | memorialna dediščina        | sredina 20. stoletja | Na radgonskem pokopališču so v skupnem grobu pokopani jugoslovanski, ruski in bolgarski vojaki. Padli so v letih 1941-1945 pri osvobajanju radgonskega območja. |
|       | Hiša Jurkovičeva 1                     | 27469              | Gornja Radgona |                  |                  | profana stavbna dediščina   | konec 19. stoletja   | Nadstropna stavba krita z dvokapnico, je bila sezidana proti koncu 19. stoletja. |
|       | Hiša Jurkovičeva 17                    | 6694               | Gornja Radgona | 1991             | lokalnega pomena | profana stavbna dediščina   | 17. stoletje         | Nadstropna stavba je bila zgrajena v 17. stoletju, fasada je bila predelana v 19. stoletju. |
|       | Hiša Jurkovičeva 19                    | 6695               | Gornja Radgona | 1991             | lokalnega pomena | profana stavbna dediščina   | 16. stoletje         | Nadstropna stavba, iz 16. stoletja je bila v 19. stoletju močno predelana. |
|       | Hiša Jurkovičeva 23                    | 6696               | Gornja Radgona | 1991             | lokalnega pomena | profana stavbna dediščina   | 16. stoletje         | Nadstropna stavba je močno predelana. Steber z rozeto na hodniku dvorišča je ostanek iz 16. stoletja. |
|       | Hiša Jurkovičeva 25                    | 6697               | Gornja Radgona | 1991             | lokalnega pomena | profana stavbna dediščina   | začetek 19. stoletja | Nadstropna zgradba zgrajena leta 1823, ta letnica je vklesana na vhodnem portalu. |
|       | Hiša Jurkovičeva 5                     | 6692               | Gornja Radgona | 1991             | lokalnega pomena | profana stavbna dediščina   | konec 19. stoletja   | Nadstropna zgradba z visokim pritličjem je zgrajena v drugi polovici 19. stoletja. |
|       | Hiša Jurkovičeva 9                     | 6693               | Gornja Radgona | 1991             | lokalnega pomena | profana stavbna dediščina   | konec 19. stoletja   | Dvonadstropna stanovanjska hiša s stolpom na vogalu je bila zgrajena proti koncu 19. stoletja. |
|       | Hiša Kerenčičeva 11                    | 6702               | Gornja Radgona | 1991             | lokalnega pomena | profana stavbna dediščina   | konec 18. stoletja   | Enonadstropna stavba je bila zgrajena proti koncu 18. stoletja. |
|       | Hiša Kerenčičeva 13                    | 6704               | Gornja Radgona | 1991             | lokalnega pomena | profana stavbna dediščina   | konec 16. stoletja   | Nadstropna hiša je bila večkrat prezidana, osnova pa izhaja iz konca 16. stoletja. |
|       | Hiša Kerenčičeva 14                    | 6703               | Gornja Radgona | 1991             | lokalnega pomena | profana stavbna dediščina   | začetek 19. stoletja | Nadstropna stavba zgrajena leta 1814. |
|       | Hiša Kerenčičeva 16                    | 6705               | Gornja Radgona | 1991             | lokalnega pomena | profana stavbna dediščina   | konec 18. stoletja   | Nadstropna stavba je bila zgrajena konec 18. stoletja ima dva polkrožno zaključena kamnoseško obdelana portala. |
|       | Hiša Kerenčičeva 3                     | 6698               | Gornja Radgona | 1991             | lokalnega pomena | profana stavbna dediščina   | sredina 19. stoletja | Nadstropna stavba iz sredine 19. stoletja. |
|       | Hiša Kerenčičeva 4                     | 6699               | Gornja Radgona | 1991             | lokalnega pomena | profana stavbna dediščina   | sredina 19. stoletja | Enonadstropna stanovanjska hiša ima fasado členjeno le z okenskimi obrobami. V pritličju so okenske mreže. Poznobaročen portal s prstani ima izpisano letnico 1830. |
|       | Hiša Kerenčičeva 5                     | 6700               | Gornja Radgona | 1991             | lokalnega pomena | profana stavbna dediščina   | konec 19. stoletja   | Nadstropna stavba iz druge polovice 19. stol. ima v pritličju dva vhoda v trgovino in veliki uvozni hodnik na dvorišče. |
|       | Hiša Kerenčičeva 9                     | 6701               | Gornja Radgona | 1991             | lokalnega pomena | profana stavbna dediščina   | sredina 18. stoletja | Nadstropna stavba iz sredine 18. stol. |
|       | Hiša Lackova 17                        | 6706               | Gornja Radgona | 1991             | lokalnega pomena | profana stavbna dediščina   | konec 18. stoletja   | Pritlična hiša iz konca 18. stoletja. |
|       | Hiša Maistrov trg 4                    | 6741               | Gornja Radgona | 1991             | lokalnega pomena | profana stavbna dediščina   | začetek 19. stoletja | V meščanski hiši iz prve polovice 19. stol. sta živela in umrla dr. Franc Simonič (1847-1919) in dr. Janko Šlebinger (1876-1951), utemeljitelja slovenske bibliografije. Obema je posvečena spominska plošča.                                                                                 |
|       | Hiša Partizanska 12                    | 6709               | Gornja Radgona | 1991             | lokalnega pomena | profana stavbna dediščina   | konec 19. stoletja   | Enonadstropna stavba iz druge polovice 19. stol. |
|       | Hiša Partizanska 13                    | 27312              | Gornja Radgona |                  | lokalnega pomena | profana stavbna dediščina   | začetek 20. stoletja | Dvonadstropna stavba iz začetka 20. stoletja. |
|       | Hiša Partizanska 17                    | 6710               | Gornja Radgona | 1991             | lokalnega pomena | profana stavbna dediščina   | konec 19. stoletja   | Nadstropna vogalna hiša iz 2. polovice 19. stoletja ima profilacijo ohranjeno samo še v nadstropju. |
|       | Hiša Partizanska 26                    | 6711               | Gornja Radgona | 1991             | lokalnega pomena | profana stavbna dediščina   | konec 19. stoletja   | Nadstropna stavba iz konca 19. stoletja ima okna poudarjena s parapetnimi polji in okraski nad okni. |
|       | Hiša Partizanska 45                    | 24158              | Gornja Radgona |                  |                  | profana stavbna dediščina   | konec 19. stoletja   | Nadstropno zidano hišo s preloma 19. in 20. stoletja krasi fasadna profilacija z okenskimi obrobami in šivanimi robovi. Na cestni fasadi je zastekljena niša s plastiko svetnika. |
|       | Hiša Prešernova 17                     | 24159              | Gornja Radgona |                  |                  | profana stavbna dediščina   | začetek 20. stoletja | Nadstropna hiša iz leta 1910. Fasado členi poudarjen rizalit s pokritim glavnim stopniščem. |
|       | Hiša Šlebingerjev breg 2               | 6713               | Gornja Radgona | 1991             | lokalnega pomena | profana stavbna dediščina   | začetek 20. stoletja | Nadstropna hiša iz začetka 20. stoletja ima portal z letnico 1902 in kovinska vrata. |
|       | Hiša Šlebingerjev breg 3               | 6714               | Gornja Radgona | 1991             | lokalnega pomena | profana stavbna dediščina   | sredina 18. stoletja | Nadstropna zgradba, nad vhodnim portalom je vgrajena plošča z letnico gradnje 1767. |
|       | Kino                                   | 29286              | Gornja Radgona |                  |                  | profana stavbna dediščina   | sredina 20. stoletja | Negdanja telovadnica je bila preurejena v kinodvorano. Zgradba je bila zgrajena v sredini 20. stoletja. |
|       | Kužno znamenje                         | 6720               | Gornja Radgona | 1991             | lokalnega pomena | sakralna stavbna dediščina  | začetek 16. stoletja | Poznogotsko kamnito kužno znamenje iz leta 1525 z zavitim stebrom nosi na tri strani odprto hišico z usločeno štiristrano piramidasto streho. Je eno najlepših znamenj tega tipa v Sloveniji. V hišici je kip sedečega Kristusa. Znamenje stoji na glavnem mestnem trgu ob Partizanski cesti. |
|       | Mestno jedro                           | 6681               | Gornja Radgona |                  |                  | profana stavbna dediščina   | konec 12. stoletja   | Mestno jedro, razvito iz predmestja avstrijske Radgone, je del srednjeveškega naselja z nizi meščanskih hiš pod gradom, s cerkvenim jedrom in trgom. Mesto posredno omenjajo že 1182. |
|       | Niz hiš Partizanska 33, 35, 37, 39, 41 | 29300              | Gornja Radgona |                  |                  | profana stavbna dediščina   | začetek 20. stoletja | Enonadstropna zgradba podolgovate oblike ima 26 oken in 5 vhodov. Stavbo pokriva opečna streha. Predstavlja avstrijski način gradnje delavskih stanovanj iz obdobja pred drugo svetovno vojno.                                                                                                |
|       | Prazgodovinska naselbina               | 14273              | Gornja Radgona | 1991             | lokalnega pomena | arheološka dediščina        | bronasta doba        | Sledovi prazgodovinske naselbine. Območje je pomembno zaradi povezave s sočasno poselitvijo na Grajskem griču. |
|       | Prazgodovinska naselbina Grajski grič  | 6674               | Gornja Radgona | 1991             | lokalnega pomena | arheološka dediščina        | železna doba         | Najdbe in do 3 m debela kulturna plast dokazujejo dolgotrajno in obsežno naselbino iz obdobja kulture žarnih grobišč in latena. |
|       | Prazgodovinsko gomilno grobišče        | 14272              | Gornja Radgona | 1991             | lokalnega pomena | arheološka dediščina        | prazgodovina         | Skupina v glavnem uničenih prazgodovinskih gomil. V virih omenjene bogate najdbe iz njih so izgubljene. |
|       | Rimska cesta                           | 14274              | Gornja Radgona | 1991             | lokalnega pomena | arheološka dediščina        | rimska doba          | V rimskem obdobju naj bi tod vodila rimska cesta, ob kateri se domneva obcestna postaja "AD VICESINUM". |
|       | Smodniški stolp                        | 6712               | Gornja Radgona | 1991             | lokalnega pomena | profana stavbna dediščina   | 16. stoletje         | Smodniški stolp je manjša kamnita prizmatična stavba s pokončnimi pravokotnimi ozkimi svetlobnimi nišami in piramidasto opečno streho. Zgradba je iz 16. stoletja. Stolp stoji v bližini hiše Trate 6.                                                                                        |
|       | Spomenik NOB                           | 18303              | Gornja Radgona |                  |                  | memorialna dediščina        | sredina 20. stoletja | Dvajset metrov visok spomenik iz sivega idrijskega granita, izdelan po načrtih arhitekta Milana Černigoja. Spomenik je bil odkrit 15. oktobra 1961. |
|       | Špital                                 | 6707               | Gornja Radgona | 1991             | lokalnega pomena | profana stavbna dediščina   | konec 14. stoletja   | Nadstropna stavba s strmo streho ima v pritličju prizidek. Stavba je iz 1614, v osnovi še iz 14. stol (1363). Leta 1764 je bila predelana, 2006 pa obnovljena. V njej je spominska zbirka NOB in Maistrovim borcem. Zgradba stoji na Majtrovem trgu št. 3.                                    |
|       | Vila Breznik                           | 27534              | Gornja Radgona |                  |                  | profana stavbna dediščina   | začetek 20. stoletja | Nadstropna vila pravokotne oblike s polkrožnim stebriščnim delom na južni fasadi. Zgrajena je bila v Plečnikovem slogu po projektu njegovega učenca A. Suhadolca. Ohranjeni načrti za zdravnika Franca Breznika so iz leta 1930. Zgradba stoji na Majtrovem trgu št. 5.                       |
|       | Vrt družine Kunej                      | 7907               | Gornja Radgona |                  |                  | vrtnoarhitekturna dediščina | začetek 20. stoletja | Arhitektonsko oblikovan vrt je urejen v štirih terasah. Na glavnem parterju je bazen in ob robu pergola. Zasnovo podpirajo izbrane pokrovne trajnice, grmovnice in večja drevesa. Vrt je pri hiši v Noričkem vrhu št. 4.                                                                      |
|       | Železniška postaja                     | 6746               | Gornja Radgona | 1991             | lokalnega pomena | profana stavbna dediščina   | konec 19. stoletja   | Železniška postaja je bila zgrajena leta 1883 v istem času kot nova proga ob Muri, ki je potekala od Špilja čez Purklo do Radgone. |
|       | Župnišče                               | 6691               | Gornja Radgona | 1991             | lokalnega pomena | profana stavbna dediščina   | konec 19. stoletja   | Nadstropna zgradba s piramidasto streho. Ohranjen vhodni portal in vratnice. Ob njem je vrt. Župnišče stoji v Jurkovičevi ulici št. 2. |